# Maria Moaçara
Maria Moaçara ou Cunhã Moaçara (Grão-Pará – Aldeia dos Tapajós,Grão-Pará, 1678) foi uma liderança indígena tapajó, da região onde hoje é o estado brasileiro do Pará. Ela foi uma figura política importante no Brasil Colonial, especialmente a Amazônia, no século XVII.
Sua atuação como mediadora cultural entre indígenas e portugueses é destacada pela historiografia das mulheres indígenas por sua importância histórica, comparável à Damiana da Cunha, Bartira, Catarina Paraguaçu e Clara Camarão.

## Biografia

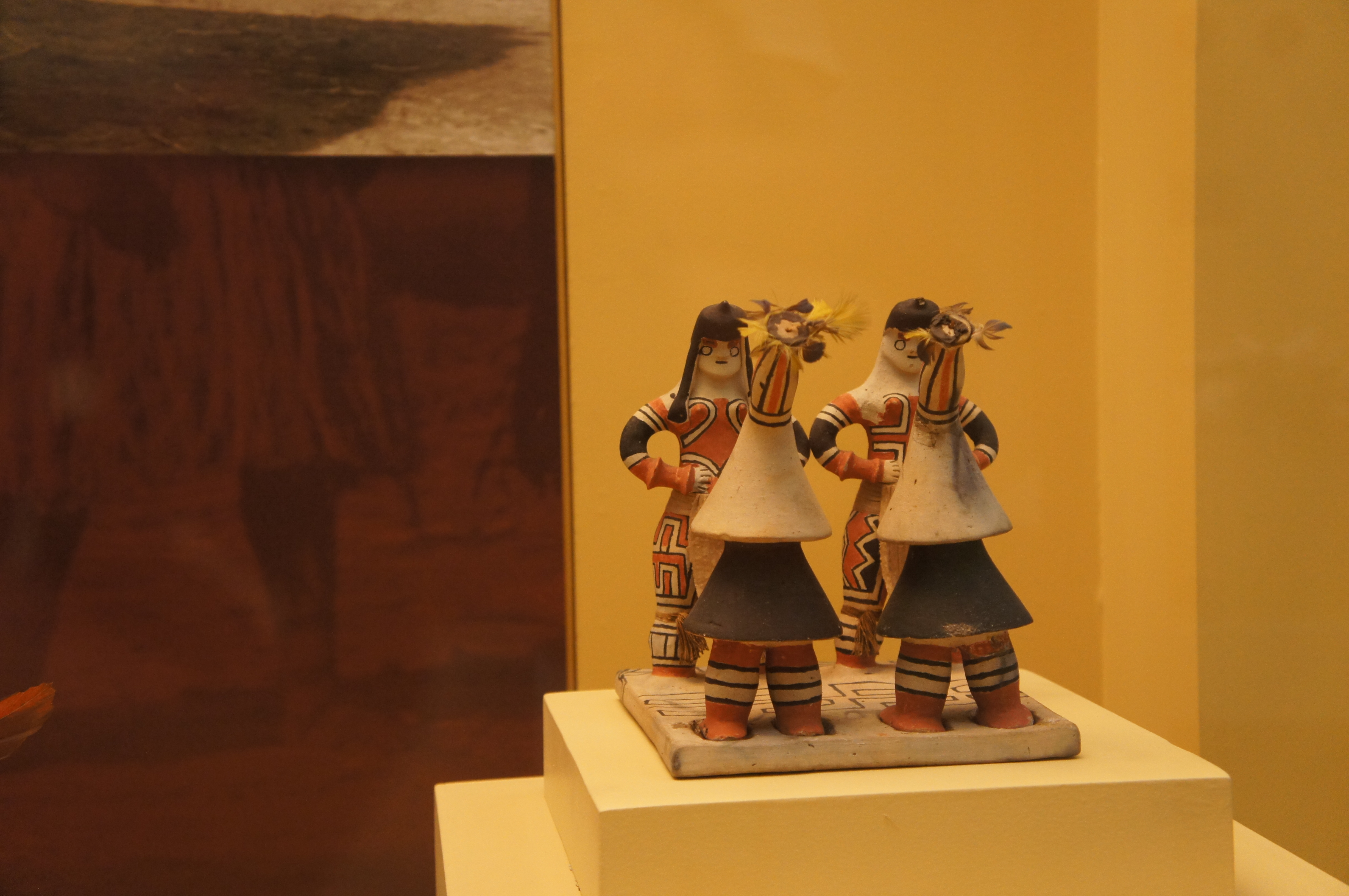
Cerâmica do povo Tapajó, ao qual Maria Moaçara pertencia.

Nascida em data ignorada pela historiografia colonial na região da foz do Rio Tapajós, Maria Moaçara era filha de Anna, uma indígena Tapajó, e de um português. Ela deve dois casamentos, o primeiro com Roque ou Principal Roque, um indígena que havia sido o Principal do povo Tapajó, e, após a morte deste, ela se contraiu um segundo matrimônio com um luso-brasileiro chamado Rafael Gonçalves
Foi em virtude da sua viuvez, após a morte do Principal Roque, que Maria Moaçara passou a assumir a liderança simbólica de "principaleza" perante o povo Tapajó.
De acordo com o jesuíta luxemburguês João Felipe Bettendorff, o nome Moaçara é uma expressão utilizada para se referir a um título simbólico local que esse jesuíta, que conviveu com Maria Moaçara, diz significar “fidalga grande”, conforme essa passagem transcrita por Curt Nimuendajú:

 Era Maria Moacara, princeza desde os seus antepassados, de todos os Tapajó, e chamava-se Moacara, quer dizer, fidalga grande, porque costumam os   índios além de seus príncipes escolher uma mulher de maior nobreza, à qual consultam em tudo como um  oráculo, seguindo-a em seu parecer.— João Felipe Bettendorff
Durante a implantação da Aldeia dos Tapajós, atual cidade de Santarém e diante da crescente presença dos portugueses no território, surgiu a figura de Maria Moaçara. Em razão de seu prestígio social dentro dos indígenas da foz do rio Tapajós e de supostos dons de místicos, ela assumiu um papel de liderança simbólico-religiosa naquela população, sendo referida como a Principaleza dos Tapajós por seus contemporâneos, referência esta que ela ostentaria como um título simbólico, mas com influência na comunidade indígena da época.
Apesar de exercer esse papel simbólico, ela não exerceu papel de liderança política interna no povo indígena Tapajó, visto que, para o seu grupo étnico, uma mulher não poderia exercer um poder político sobre os Tapajós. Ela para se reafirmar como liderança simbólica, Maria Moaçara portava uma gola de seda que havia ganho do governador da Capitania do Grão-Pará, a qual utilizava como sinal de distinção de seu poder e, assim, ela liderava seu povo nas alianças que prometia fazer com outros indígenas, provavelmente sob controle da autoridades coloniais. Ademais, ela havia se convertido ao cristianismo, o que reforçava os vínculos de confiança com portugueses e jesuítas.
Um dos últimos registros históricos de seu papel ocorreu em 1677, quando o padre jesuíta português Antônio Pereira ao ordenar a destruição do Monhangarypy, um corpo mumificado de um antepassado mítico dos povos indígenas da região que constituía o principal local religioso do povo Tapajó que ainda restava desde a chegada dos colonizadores europeus no século XVII. Esse padre teria consultado a Principaleza Maria Moaçara que tentou intermediar com o mesmo uma solução amigável que não envolvesse a destruição do sítio religioso de seu povo, porém, ela não conseguiu obter êxito.
De acordo com o escritor Geraldo Gustavo de Almeida, ela teria morrido na Aldeia dos Tapajós, no ano de 1678.

## Homenagens e honrarias
Apesar de sua importância no século XVII, o resgate de sua memória ainda é recente. Exemplo disso é o centro acadêmico dos estudantes de arqueologia da UFOPA que denominou a entidade estudantil como Centro Acadêmico de Arqueologia Maria Moaçara.